# Steinburg (huyện)
Steinburg là một huyện ở Schleswig-Holstein, Đức. Các huyện giáp ranh (từ phía tây theo chiều kim đồng hồ) là: Dithmarschen, Rendsburg-Eckernförde, Segeberg và Pinneberg, và sông Elbe (huyện Stade bên kia sông).

## Lịch sử
Tên huyện được đặt theo tên tòa lâu đài thời Trung cổ có tên Steinburg.
Khi Schleswig-Holstein trở thành một tỉnh của Phổ năm 1867, huyện Steinburg đã được thành lập. Ranh giới huyện giữ nguyên cho đến năm 1970 khi thị xã mới thành lập Schenefeld (trước đó thuộc huyện Rendsburg) được chuyển vào huyện Steinburg.

## Địa lý
Huyện tọa lạc ở bờ bắc sông Elbe, gần cửa sông. Sông Stör là một chi lưu của Elbe và chảy qua huyện này. Ngày nay, các thị xã ở Steinburg đang dần trở thành đô thị thành phần trong vùng đô thị Hamburg.

## Các thị xã và đô thị
| Independent towns                   |
| ----------------------------------- |
| 1. Glückstadt 2. Itzehoe 3. Wilster |

| Ämter | Ämter | Ämter |
| --- | --- | --- |
| - 1. Breitenburg 1. Auufer 2. Breitenberg 3. Breitenburg1 4. Kollmoor 5. Kronsmoor 6. Lägerdorf 7. Moordiek 8. Münsterdorf 9. Oelixdorf 10. Westermoor 11. Wittenbergen - 2. Horst-Herzhorn 1. Altenmoor 2. Blomesche Wildnis 3. Borsfleth 4. Engelbrechtsche Wildnis 5. Herzhorn 6. Hohenfelde 7. Horst1 8. Kiebitzreihe 9. Kollmar 10. Krempdorf 11. Neuendorf bei Elmshorn 12. Sommerland - 3. Itzehoe-Land (seat: Itzehoe) 1. Bekdorf 2. Bekmünde 3. Drage 4. Heiligenstedten 5. Heiligenstedtenerkamp 6. Hodorf 7. Hohenaspe 8. Huje 9. Kaaks 10. Kleve 11. Krummendiek 12. Lohbarbek 13. Mehlbek 14. Moorhusen 15. Oldendorf 16. Ottenbüttel 17. Peissen 18. Schlotfeld 19. Silzen 20. Winseldorf | - 4. Kellinghusen 1. Brokstedt 2. Fitzbek 3. Hennstedt 4. Hingstheide 5. Hohenlockstedt 6. Kellinghusen1 7. Lockstedt 8. Mühlenbarbek 9. Oeschebüttel 10. Poyenberg 11. Quarnstedt 12. Rade 13. Rosdorf 14. Sarlhusen 15. Störkathen 16. Wiedenborstel 17. Willenscharen 18. Wrist 19. Wulfsmoor - 5. Krempermarsch 1. Bahrenfleth 2. Dägeling 3. Elskop 4. Grevenkop 5. Krempe1, 2 6. Kremperheide 7. Krempermoor 8. Neuenbrook 9. Rethwisch 10. Süderau | - 6. Schenefeld 1. Aasbüttel 2. Agethorst 3. Besdorf 4. Bokelrehm 5. Bokhorst 6. Christinenthal 7. Gribbohm 8. Hadenfeld 9. Holstenniendorf 10. Kaisborstel 11. Looft 12. Nienbüttel 13. Nutteln 14. Oldenborstel 15. Pöschendorf 16. Puls 17. Reher 18. Schenefeld1 19. Siezbüttel 20. Vaale 21. Vaalermoor 22. Wacken 23. Warringholz - 7. Wilstermarsch (seat: Wilster) 1. Aebtissinwisch 2. Beidenfleth 3. Brokdorf 4. Büttel 5. Dammfleth 6. Ecklak 7. Kudensee 8. Landrecht 9. Landscheide 10. Neuendorf-Sachsenbande 11. Nortorf 12. Sankt Margarethen 13. Stördorf 14. Wewelsfleth |
| 1thủ phủ của Amt;2thị xã | | |